# Chetes

Luis Gerardo Garza Cisneros (n. Monterrey, Nuevo León, 19 de septiembre de 1979), más conocido como Chetes, es un cantante, músico, compositor y productor de rock, principalmente reconocido por ser integrante de las bandas Zurdok y Vaquero.

## Historia
Luis Gerardo Garza Cisneros nació en Monterrey, México en 1979. Su padre, quien fuera un músico, apoyó su vocación y lo inscribió en clases de solfeo y música clásica.

### 1993-2002: Con Zurdok
Llegó a Zurdok Movimento (luego conocido como Zurdok) por invitación de su compañero de viaje Maurizio Terracina, sin embargo, al momento de firmar su primer contrato, él y Maurizio no contaban ni siquiera con los 18 años cumplidos, internado ya en el subsello Discos Manicomio perteneciente a Universal, Chetes fungió como guitarrista y vocalista de la agrupación, prácticamente desde el inicio de ésta y hasta su desintegración en el año 2002. 
Con este grupo grabó tres álbumes : Antena (1997), Hombre sintetizador (1999) y Maquillaje (2001) Las tres etapas del grupo mucho tienen que ver con la salida paulatina de cada uno de sus integrantes, el primer disco, el único que contó con la alineación completa.

### 2003-2007: Con Vaquero
Tras un año sabático posterior a la disolución de Zurdok, Chetes se reunió con su excompañero Maurizio Terracina para trabajar en un nuevo proyecto dado a conocer como Vaquero. Este grupo lanzó un álbum homónimo en 2005.  

### 2005-presente: Como solista
Chetes viajó en octubre de 2005 a la ciudad de Nashville, Estados Unidos para grabar un álbum como solista. Se reunió con el productor Ken Coomer para trabajar en Blanco fácil, disco que salió a la venta a principios de 2006. Su primer sencillo fue «Completamente». El segundo sencillo del disco fue «Que me maten». En el 2007 apareció una edición de 2 discos de Blanco fácil, en el cual incluía un video exclusivo de la canción «Regresa».
En 2006, trabajó en conjunto con el grupo Amaral para editar el sencillo «Si tú no vuelves», cover de Miguel Bosé que se editó como parte del soundtrack de la película Efectos Secundarios. De igual manera trabajó con Emmanuel del Real de Café Tacvba para componer «16 de febrero», incluida en la banda sonora del filme Fuera del Cielo.
En 2008, lanzó el disco Efecto dominó con once canciones, de las cuales se desprenden los sencillos «Efecto dominó» y «Querer», el disco salió a la venta en marzo del 2008.
El 9 de agosto de 2009 en una entrevista impromptu sobre el festival de rock en Monterrey Hellow Fest, Chetes mencionó que en su presentación interpretaría canciones de su tercer material, el cual, mencionó, será grabado y se espera que se publique en el 2010. La grabación la hizo de octubre a diciembre de 2009 en sus estudios que están en la ciudad de Monterrey, el primer sencillo promocional es «Arena» que se pudo escuchar en vivo en el festival Vive Latino. Para la promoción de este material, realizó una gira, y realizó la presentación del disco en su natal Monterrey.

## Discografía

### Con Zurdok
- 1997: Antena
- 1999: Hombre sintetizador
- 2001: Maquillaje
- 2014: Gran salto

### Con Vaquero
- 2005: Vaquero

### Con Mexrrissey
- 2016: No Manchester

### Como solista
- 2006: Blanco fácil
- 2008: Efecto dominó
- 2010: Hipnosis
- 2012: Cardio sapien (EP)
- 2016: Stereotipos
- 2018: 20 – Live (Album en vivo)
- 2019: Odisea magnética
- 2024: Polvo de Estrellas ft. Calexico (banda)